# Панајотис Цалухидис
Панајотис Цалухидис (грч. Παναγιώτης Τσαλουχίδης; Верија, 30. мај 1963) бивши је грчки фудбалер и тренутно фудбалски тренер. Играо је на позицији везног играча.
Професионално је играо фудбал од 1983. до 1999. године за Верију, Олимпијакос и ПАОК, одигравши 500 лигашких наступа у грчком фудбалу. За репрезентацију Грчке одиграо 76 утакмица између 1987. и 1995. године и постигао 16 голова. Играо је на Светском првенству 1994. године.
Дана 26. августа 2015. године, Цалухидис је именован за тренера Верије, бившег клуба у ком је наступао.